# 9503 Agrawain
9503 Agrawain è un asteroide della fascia principale. Scoperto nel 1973, presenta un'orbita caratterizzata da un semiasse maggiore pari a 3,1248549 UA e da un'eccentricità di 0,0486631, inclinata di 8,53836° rispetto all'eclittica.